# Eunice margariticacea
Eunice margariticacea är en ringmaskart som beskrevs av Fischli 1900. Eunice margariticacea ingår i släktet Eunice och familjen Eunicidae. Inga underarter finns listade i Catalogue of Life.